# Павляк, Вальдемар
Вальдема́р Павля́к, (пол. Waldemar Pawlak; род. 5 сентября 1959, селение Модель, Варшавское воеводство, ПНР) — польский политик и общественный деятель. Депутат Сейма ПНР X созыва (1989-1991), Председатель Совета министров в 1992 и 1993—1995 годах, Министр экономики Польши в двух правительствах Дональда Туска (2007-2012), депутат Сейма I, II, III, IV, V, VI и VII созывов с 1991 по 2015, член Сената XI созыва с 2023 года. Дважды председатель Польской народной партии (1991-1997 и 2005-2012).

## Биография
Родился в деревне Модель Мазовецкого воеводства.
В 1984 году окончил факультет автомобилей и рабочих машин Варшавского политехнического университета. В декабре 1981 года после введения военного положения в стране участвовал в забастовках в этом университете.
С 1984 года управляет фермерским хозяйством площадью 10 га в селе Камионка, где после окончания учёбы работал учителем информатики.
В 1985—1989 годах был членом Объединённой крестьянской партии, в 1989—1990 годах — Польская народная партия «Возрождение», с 1990 — Польской крестьянской партии (ПКП). В 1991—1997 годах возглавлял Верховный исполнительный комитет ПКП, в 2005—2012 годах вновь занимал эту должность.
В 1989 году впервые был избран депутатом Сейма. На каждых последующих выборах в Сейм (1991, 1993, 1997, 2001, 2005, 2007 и 2011 годы) успешно переизбирался.
С 1992 года председатель Главного правления Союза добровольных пожарных дружин Польши.
С 5 июня по 10 июля 1992 года был премьер-министром Польши, однако сформировать правительство христианско-аграрно-либеральной коалиции не сумел.
Вторично занимал пост премьера после парламентских выборов 1993 года и формирования коалиционного левоцентристского правительства Союза демократических левых сил и ПКП с 26 октября 1993 по 1 марта 1995 года.
1 марта 1995 года его правительство было отправлено в отставку в результате конструктивного вотума недоверия, когда правящая коалиция выдвинула на пост премьер-министра Юзефа Олексы. В том же году выдвигал свою кандидатуру на президентских выборах (они прошли через несколько дней после ухода Павляка с поста премьер-министра), однако потерпел поражение, набрав в первом туре только 4,3 % голосов и оказавшись на пятом месте в первом туре.
В 2001—2005 годах был президентом правления Варшавской товарной биржи. Является одним из учредителей Фонда развития ссудных фондов местного самоуправления и был первым председателем правления Кредитного фонда национального самоуправления Польской группы кредитных кооперативов.
После парламентских выборов в 2007 году вошёл в коалицию с Гражданской платформой и стал министром экономики и вице-премьером Польши в правительстве Дональда Туска.
11 апреля 2010 года стал заместителем председателя Межведомственной группы по координации действий, предпринятых в связи с авиакатастрофой под Смоленском, назначенной премьер-министром Дональдом Туском.
20 июня 2010 года участвовал во внеочередных президентских выборах, заняв 5 место (1,75%). Член Совета национальной безопасности с 20 мая 2010 до 11 декабря 2012 года.
В октябре 2011 года возглавляемая им ПКП на парламентских выборах заняла четвёртое место с 8,36 % голосов избирателей и получила 28 мест в Сейме и 2 места в Сенате. Сохранил пост вице-премьера и министра экономики.
В ноябре 2012 года проиграл на выборах председателя ПКП (530 голов за него, 547 за Януша Пехоцинского), после чего ушёл в отставку с правительственных постов.
На выборах 2015 и 2019 годов неудачно баллотировался в Сенат.
С 2016 по 2018 год был членом наблюдательного совета Люблинского аэропорта. В январе 2018 года стал президентом правления акционерного общества «Polskie Młyny».

## Дополнительная информация
Писал докторскую диссертацию под названием «Использование нейронных сетей и генетических алгоритмов для прогнозирования экономических тенденций», которую, однако, не завершил.